# La Vieuville
Die Familie La Vieuville hieß ursprünglich Coskaer und stammte aus der Bretagne. Sebastien de La Vieuville ging im Gefolge von Anne de Bretagne an den französischen Hof, nachdem diese 1491 König Karl VIII. geheiratet hatte. Sein Enkel Robert de la Vieuville wurde Großfalkner von Frankreich, dessen Sohn Charles I. de La Vieuville war zwei Mal Surintendant des Finances und wurde zum Herzog und Pair von Frankreich erhoben – aber bereits dessen Enkel René François führte diese Titel nicht mehr. Bekannt ist auch Marie-Madeleine de La Vieuville, die Mätresse des Regenten Philippe II. de Bourbon, duc d’Orléans. Die Familie erlosch im 18. Jahrhundert.

## Stammliste

### 15./16. Jahrhundert
1. Jean Coskaer († vor 1472), Adliger in der Bretagne, Seigneur de Farbus (Artois), nahm den Namen „La Vieuville“ an; ⚭ Catherine Kerviher
  1. Sebastien de La Vieuville, Seigneur de Farbus, ging mit Anne de Bretagne an den französischen Hof; ⚭ (Ehevertrag 23. November 1510) Perrine de Saint-Vaast
    1. Pierre de La Vieuville, Seigneur de Farbus, de Challenet, de Givaudeau et de Villemontry, Gouverneur von Reims, de Mézières und des Rethelois; ⚭ 3. August 1539 Catherine de La Taste, dite de Montferrand
      1. Robert de La Vieuville († 1612), Baron de Rugles, Großfalkner von Frankreich, 1599 Ritter im Orden vom Heiligen Geist; ⚭ (1) Guillemette de Bossut, Tochter von Claude de Bossut, Seigneur de Longueval, und Anne de Linanges; ⚭ (2) 1581 Catherine d’O, Tochter von Charles d’O, Seigneur de Vérigny, und Jacqueline de Girard
        1. (1) Henriette de La Vieuville; ⚭ (1) Antoine de Joyeuse, Seigneur de Saint-Lambert; ⚭ (2) Jacques Damas, Baron de Chalençay
        2. (2) Charles I. de La Vieuville († 1653) Surintendant des Finances; ⚭ 7. Februar 1711 Marie Bouhier, Tochter von Vincent Bouhier, Seigneur de Beaumarchais, und Marie Hotman – Nachkommen siehe unten
        3. (2) Louis, Pierre und Bastien de La Vieuville
        4. (2) Louise de La Vieuville, Nonne in Saint-Pierre de Reims

### 17./18. Jahrhundert
1. Charles I. de La Vieuville († 1653) Surintendant des Finances; ⚭ 7. Februar 1711 Marie Bouhier, Tochter von Vincent Bouhier, Seigneur de Beaumarchais, und Marie Hotman – Vorfahren siehe oben
  1. Vincent, † 12. September 1643 in der Schlacht bei Newbury (England) im Dienst des englischen Königs
  2. Charles II. († 2. Februar 1689), Duc de La Vieuville, Pair de France, Chevalier des Ordres du Roi, Lieutenant-général au gouvernement de la Champagne, Gouverneur des Poitou; ⚭ (Ehevertrag 25. September 1648) Françoise Marie de Vienne († 7. Juli 1669), Comtesse de Châteauvieux, Erbtochter von René de Vienne, Comte de Châteauviexu, und Marie de La Guesle
    1. René François (* 18. Februar 1652; † 9. Juni 1719 in Paris), Marquis de La Vieuville, 17. Februar 1677 Colonel des Régiment de Navarre nach der Demission des Colonel d’Albret/Albert, 13. Januar 1676 Chevalier d’honneur de la Reine, 29. April 1677 Gouverneur et Lieutenant général en haut et bas Poitou etc., beides nach der Demission seines Vaters; ⚭ (1) 12. Januar 1676 Saint-Germain-en-Laye Anne-Lucie de La Mothe-Houdencourt, Tochter von Antoine de La Mothe, Marquis d’Houdencourt, und Catherine de Beaujeu; ⚭ (2) 30. Juni 1689 Marie Louise de la Chaussée-d’Eu († 10. September 1715), Tochter von Jérôme de la Chaussée-d’Eu, Comte d’Arest, und Françoise de Sarnoise; ⚭ (3) 20. April 1716 in Paris Madeleine Thérèse de Froulay, Tochter von Charles, Comte de Froulay, und Angélique de Baudéan de Parabère, Witwe von Claude le Tonnelier de Breteuil, Seigneur d’Escouché
      1. (1) Louis (* 28. August 1677 in Paris; † 18. Juli 1732 in Saint-Germain-en-Laye), Marquis de La Vieuville, Capitaine d’une compagnie d’infanterie dans le régiment du Roi; ⚭ (1) 16. März 1720 Marie-Pélagie Toustain-Daix (* wohl 1676; † 9. Dezember 1721 in Nogent-l’Artaud, 47 Jahre alt), Tochter von Nicolas Toustain-Daix, Seigneur de Carency, und Renée de Maillo; ⚭ (2) 20. April 1722 Marie-Madeleine Fouquet, Tochter von Louis, Marquis de Belle-Isle, und Catherine-Agnès de Lévis (eine Schwester des Duc de Belle-Isle)
      2. (1) Marie-Thérèse (* wohl November 1681; † 23. Mai 1684 in Paris im Alter von 2 Jahren und 7 Monaten)
      3. (1)  Marie-Anne-Thérèse (* 6. Februar 1683; † 19. September 1714 im Château de La Garde, Vic-sur-Cère); ⚭ 14. Juli 1709 Paris Jean Hector de Faÿ de La Tour-Maubourg, Marschall von Frankreich, und Eleonore Palatine de Dio de Montperroux
      4. (1) Charles-Emmanuel (* 1. November 1679; † 8. Oktober 1730 Paris), Priester, 28. Mai 1716 Almosenier des Königs, 11. Januar 1721 Kommendatarabt von Notre-Dame (oder Sainte-Marie) de l’Absie-en-vieille-Gatine im Bistum La Rochelle.
      5. (2) Tochter (* 1690, † 20. April 1692 in Paris, 2 Jahre alt)
      6. (2) Jean-Baptiste-René (* 15. September 1691), Comte d’Ablois, Seigneur d’Arest etc., 18. Juli 1732 Marquis de La Vieuville, Februar 1706 Colonel d’un Régiment d’infantérie de nouvelle levée, 15. August 1712 Colonel du Régiment de Berry; ⚭ 26. Oktober[3] 1719 Anne Charlotte de Creil, Tochter von Henri Robert de Creil, Controlleur de la Maison du Roi, und Marie Douay/Douet
      7. (2) Marie-Madeleine (* 6. Oktober 1693; † 13. August 1755), Mätresse des Regenten Philippe II. de Bourbon, duc d’Orléans, dessen  Gouverneur ihr Großvater 1686 geworden war; sie erwarb 1719 das Marquisat du Blanc, zuvor Rochefort-en-Berry genannt, und das Herzogtum Damville; ⚭ 8. Juni 1711 Paris César de Beaudéan, Marquis de Parabère, Mestre de camp d’ un Régiment de Cavalerie, Brigadier des Armées du Roi († 13. Februar 1716), Sohn von Alexandre de Baudéan, Comte de Parabère et de Pardaillan, Lieutenant-général des Armées du Roi, und Marie-Thérèse Mayault
      8. (2) Charles-Louis-Marie (* 20. August 1697 in Paris), 29. Dezember 1698 Malteserordensritter, 10. Januar 1713 Colonel de l’Infanterie, 29. April 1717 Gouverneur en survivance des ville et château de Fontenay-le-Comte, 1. Oktober 1719 Guidon des gendarmes dauphins, Oktober 1731 Enseigne der gleichen Kompanie, 1732 Chevalier de l’ordre de Saint-Louis, verließ 1732 den Malteserorden und nahm den Namen Comte de La Vieuville an, August 1733 bis 1734 Souslieutenant de la Compagnie des gendarmes Bourguignons

    2. Charles Emmanuel († 17. Januar 1720 in Paris), Seigneur de Chelleaux, Comte de Vienne et de Confolant, Marquis de Saint-Chamond, Baron de Villars-d’Arzillières etc., Premier Baron de Champagne, Mestre de camp du Régiment du Roi cavalerie; ⚭ 30. November 1684 in Vienne Marie-Anne Mitte de Chevrières de Saint-Chamond (* wohl 1663; † 22. November 1714 in Paris, 51 Jahre alt), Erbtochter von Henri de Chevrières, Marquis de Saint-Chamond, und Charlotte-Susanne de Gramont.
    3. François Marie (* wohl 1657; † 3. April 1689 in Paris, 32 Jahre alt), 3. Februar 1676 Abbé de Savigny
    4. Jean-Evangeliste († 26. Oktober 1714) Bailli et Grand Croix de l’Ordre de Saint Jean de Jerusalem, Commandeur des Commanderies du Temple de La Rochelle et d’Étrépigny, 4. April 1712 Gesandter seines Ordens beim König
    5. Barbe Françoise († 17. Mai 1721), Äbtissin von Notre-Dame de Meaux nach dem Rücktritt ihrer Tante, trat ebenfalls zurück und wurde Nonne in der Benediktiner-Abtei Le Val de Gif
    6. Marie Henriette Thérèse (* 6. September 1654), Nonne in der Abtei Notre-Dame de Meaux
    7. Charlotte-Françoise (* 15. August 1655), legte ihr Ordensgelübde in der Abtei Notre-Dame de Meaux ab, wechselte in die Bernhardiner-Abtei Les Clairets
    8. Gillonne Catherine Césarine (* wohl 26. November 1665; † 9. Mai 1668, 2 Jahre, 5 Monate und 13 Tage alt)
    9. NN (* 1666, wohl im Juli/August; † 7. Mai 1667, 9 Monate alt)

  3. Charles-François, † 6 Tage alt
  4. Henry, † 12. Juni 1652 an Verwundungen, die er im Dienst des Königs bei der Belagerung von Étampes erlitt, Abt von Savigny nach der Demission seines Bruders Charles II., Kommendatarprior von Grand-Beaulieu-lès-Chartres, Colonel eines Kavallerieregiments, Maréchal de camps des armées du Roi, 2. November 1651 Conseiller d’État es conseil privé, et des finances
  5. Charles-François († Januar 1675 Paris), Prior von L e Grand-Beaulieu-Les-Chartres, Abt von Savigny, Saint-Martial de Limoges und Saint-Laumer de Blois, Conseiller d’État ordinaire, 4. April 1660 zum Bischof von Rennes geweiht, bestattet in der Chapelle de la Communion der Pfarre Saint-Paul in Paris.
  6. Françoise de Paule, † 30. Oktober 1635 in Oudenaarde (Flandern)
  7. Louise, Karmeliterin, † im Couvent des Carmelites de la rue Chapon (Paris)
  8. Lucrèce-Françoise; ⚭ 29. April 1655 Ambroise-François de Bournonville († 12. Dezember 1693), Duc de Bournonville, Pair de France
  9. Marie, genannt la jeune sœur jumelle von Lucrèce-Françoise, † Brüssel
  10. Marie, † klein
  11. Dorothée, † jung
  12. Marie, Äbtissin von Notre-Dame de Meaux
  13. Henriette, Nonne in La Ferté-Milon